# Zombie Attack
Zombie Attack (englisch für ‚Zombie-Angriff‘) ist das Debütalbum der deutschen Thrash-Metal-Band Tankard aus dem Jahr 1986. Das Musikmagazin Rock Hard zählte das Album im Juni 2009 zu den 250 Thrash-Metal-Alben, die man kennen sollte.

## Aufnahme und Veröffentlichung
Das Album Zombie Attack ist das erste offizielle Studioalbum der Band, allerdings gingen diesem in den Jahren 1984 und 1985 die beiden Demoaufnahmen Heavy Metal Vanguard und Alcoholic Metal voraus. Auf diesen Aufnahmen wurden bereits die Songs Mercenary (auf beiden), Alcohol  (auf Heavy Metal Vanguard), Poison und Screamin' Victims sowie das Titelstück Zombie Attack  (alle auf Alcoholic Metal) veröffentlicht. Damit waren bereits sechs der zehn Stücke des Albums vorab veröffentlicht.
Aufgenommen wurde Zombie Attack im Musiclab Studio in Berlin im Juni 1986. Produziert wurde es von Harris Johns, der zu diesem Zeitpunkt bereits unter anderem für die Bands Angel Dust und Celtic Frost arbeitete.

## Titelliste
Das Album besteht aus 10 Titeln mit einer Gesamtlänge von 36:51 Minuten. Die einzelnen Titel sind:
1. Zombie Attack – 3:51
2. Acid Death – 4:16
3. Mercenary – 3:27
4. Maniac Forces – 5:09
5. Alcohol – 2:09
6. (Empty) Tankard – 4:46
7. Thrash 'Till Death – 2:32
8. Chains – 3:38
9. Poison – 4:00
10. Screamin' Victims – 3:03

## Musik und Texte
Nach Holger Stratmann, Rezensent der Rock Hard 1986, sind die „Songs einfach aufgebaut“ und bieten „Thrash Metal Marke "volles Rohr" mit einem harten Sound und einer deftigen Prise Humor.“ Diese Bewertung wird auch von Leon Fabian im Review auf Powermetal.de anlässlich der Neu-Veröffentlichung 2011 bestätigt. Nach seiner Ansicht „darf [man] von dem Album keine kompositorisch-technischen Wunder erwarten“, da es zum Zeitpunkt des Erscheinens „vor allen Dingen um Geschwindigkeit und Energie“ ging. Die Lieder zeichnen sich seiner Meinung nach durch „eine gewisse Eingängigkeit und gut erarbeitete Höhepunkte“ aus, „sie waren geradlinig und energievoll, gingen aber sehr flott ins Ohr.“ Eckart Maronde (metal.de) schrieb zum Sound: „Bei den schleifenden, aber behenden Riffs legen die Gitarristen nicht so sehr wert auf das ‚Dreschen‘, sondern passen sich den schnellen Rhythmen an und liegen dadurch gar nicht so fern von einigen deutschen Thrash-Metal-Kollegen. Dazu gibt es ziemlich flinke Gitarrensoli und mehr als solide Rhythmen.“

## Covergestaltung
Die Covergestaltung stammte von James Warhola. Es zeigt eine Gruppe von Phantasiegestalten gemeinsam mit einer jungen Frau auf einem Sofa vor dem Fernseher. Dabei handelt es sich um einen Vampir, einen Werwolf, Frankensteins Monster, einen Axtmörder und ein Skelett. Im oberen rechten Ecke befindet sich das Bandlogo und der Albumtitel befindet sich auf der Rückseite des Fernsehgerätes. Der Betrachter befindet sich hinter dem Fernseher und betrachtet die Gruppe frontal.
Im Booklet befinden sich Fotografien von Fred Baumgart und Uwe „Buffo“ Schnädelbach.

## Kritiken und Rezeption
Das Debütalbum Zombie Attack der Band Tankard wurde bereits kurz nach der Veröffentlichung gelobt. So bekam es bei der Wertung der Zeitschrift Rock Hard (Heft #18, 1986) von Holger Stratmann bereits 8 von 10 möglichen Punkten. Er bezeichnete das Album als „eins der mit Abstand lustigsten und besten Thrash-Alben überhaupt auf den Markt“. Nach seiner Ansicht konnten Tankard mit anderen Bands der Szene bereits bei der Veröffentlichung von Zombie Attack „dicke mithalten“ und haben mit dem Album „die ideale Thrash-Party-Scheibe herausgebracht.“ Frank Trojan, ebenfalls für die Rock Hard, beurteilt Zombie Attack allerdings bei der Besprechung des Nachfolgealbums Chemical Invasion nur noch als „eher mittelmäßiges Debüt“.
Leon Fabian vergibt für das Album bei der Neuveröffentlichung im Review auf Powermetal.de 8,5 von 10 Punkten. Nach seiner Bewertung wurde vor allem durch Alcohol und (Empty) Tankard der „Grundstein für viele spätere lyrische Ergüsse [der Band] gelegt“, während er auch den anderen Songs des Albums ein gleichbleibend gutes Level bescheinigt. Die Band entwickelt nach seiner Wertung auf diesem Album „eine wirklich energie-, stimmungs- und humorvolle Thrash-Metal-Atmosphäre, und Gerres rauer, rotziger Gesang ist typisch und charakteristisch für die Frühzeiten des Genres.“ Laut Eckart Maronde (metal.de) klingt Zombie Attack „reichlich teutonisch“ und ist „ein netter Bastard aus Speed- und Thrash Metal.“
Gemeinsam mit dem zweiten Album der Band, Chemical Invasion aus dem Jahr 1987, wurde Zombie Attack 2005 neu aufgelegt. Eine weitere Neuauflage erfolgte 2011, 25 Jahre nach der Erstveröffentlichung, gemeinsam mit allen Studioalben, die bis 1995 aufgenommen wurden.